# Hilethera maculata
Hilethera maculata är en insektsart som först beskrevs av Heinrich Hugo Karny 1907.  Hilethera maculata ingår i släktet Hilethera och familjen gräshoppor. Inga underarter finns listade i Catalogue of Life.